# Pavetta cinereifolia
Pavetta cinereifolia är en måreväxtart som beskrevs av Jean Berhaut. Pavetta cinereifolia ingår i släktet Pavetta och familjen måreväxter.
Artens utbredningsområde är Senegal. Inga underarter finns listade i Catalogue of Life.